# استن برکج
استن بِرَکِج (انگلیسی: Stan Brakhage؛ ۱۴ ژانویهٔ ۱۹۳۳ – ۹ مارس ۲۰۰۳) یک فیلم‌بردار، تدوین‌گر و کارگردان اهل ایالات متحده آمریکا بود.
او را یکی از برجسته‌ترین فیلمسازان سینمای تجربی می‌دانند. وی استاد دانشگاه کلرادو در بولدر بود و برندۀ جوایزی همچون «کمک هزینه گوگنهایم» نیز شده است.
ویژگی مهم غالبِ فیلم‌های او «بلاغت و روشنی در گفتار» و «بیان تغزل‌گونه» آنهاست.
از فیلم‌های او می‌توان به مجموعه فیلم‌های مرد شباهنگ اشاره نمود.